# Tonny de Jong
Tonny de Jong (Scharsterbrug, 17 de julio de 1974) es una deportista neerlandesa que compitió en patinaje de velocidad sobre hielo.
Ganó dos medallas de bronce en el Campeonato Mundial de Patinaje de Velocidad sobre Hielo, en los años 1997 y 1999, y cuatro medallas en el Campeonato Mundial de Patinaje de Velocidad sobre Hielo en Distancia Individual, en los años 1999 y 2000. Además, obtuvo tres medallas en el Campeonato Europeo de Patinaje de Velocidad sobre Hielo entre los años 1995 y 1999.
Participó en tres Juegos Olímpicos de Invierno, entre los años 1994 y 2002, ocupando el quinto lugar en Nagano 1998 (5000 m) y el quinto en Salt Lake City 2002 (3000 m).

## Palmarés internacional
| Campeonato Mundial                         | Campeonato Mundial        | Campeonato Mundial | Campeonato Mundial    |
| Año                                        | Lugar                     | Medalla            | Prueba                |
| ------------------------------------------ | ------------------------- | ------------------ | --------------------- |
| 1997                                       | Nagano (Japón)            | Medalla de bronce  | Clasificación general |
| 1999                                       | Hamar (Noruega)           | Medalla de bronce  | Clasificación general |
| Campeonato Mundial en Distancia Individual |                           |                    |                       |
| Año                                        | Lugar                     | Medalla            | Prueba                |
| 1999                                       | Heerenveen (Países Bajos) | Medalla de plata   | 3000 m                |
| 1999                                       | Heerenveen (Países Bajos) | Medalla de bronce  | 1500 m                |
| 1999                                       | Heerenveen (Países Bajos) | Medalla de bronce  | 5000 m                |
| 2000                                       | Nagano (Japón)            | Medalla de bronce  | 5000 m                |
| Campeonato Europeo                         |                           |                    |                       |
| Año                                        | Lugar                     | Medalla            | Prueba                |
| 1995                                       | Heerenveen (Países Bajos) | Medalla de bronce  | Clasificación general |
| 1997                                       | Heerenveen (Países Bajos) | Medalla de oro     | Clasificación general |
| 1999                                       | Heerenveen (Países Bajos) | Medalla de oro     | Clasificación general |